# قمری زمردی استفان
قمری زمردی استفان (نام علمی: Chalcophaps stephani) نام یک گونه از سرده قمری‌های زمردی است.